# Praf de pușcă
Praful de pușcă cunoscut și sub numele de pulbere neagră (germ.: Schwarzpulver) a fost prima substanță explosivă descoperită de om, azi fiind folosit numai în pirotehnică în fabricarea de rachete pentru focurile de artificii.

## Compoziție, reacție chimică, caracteristici

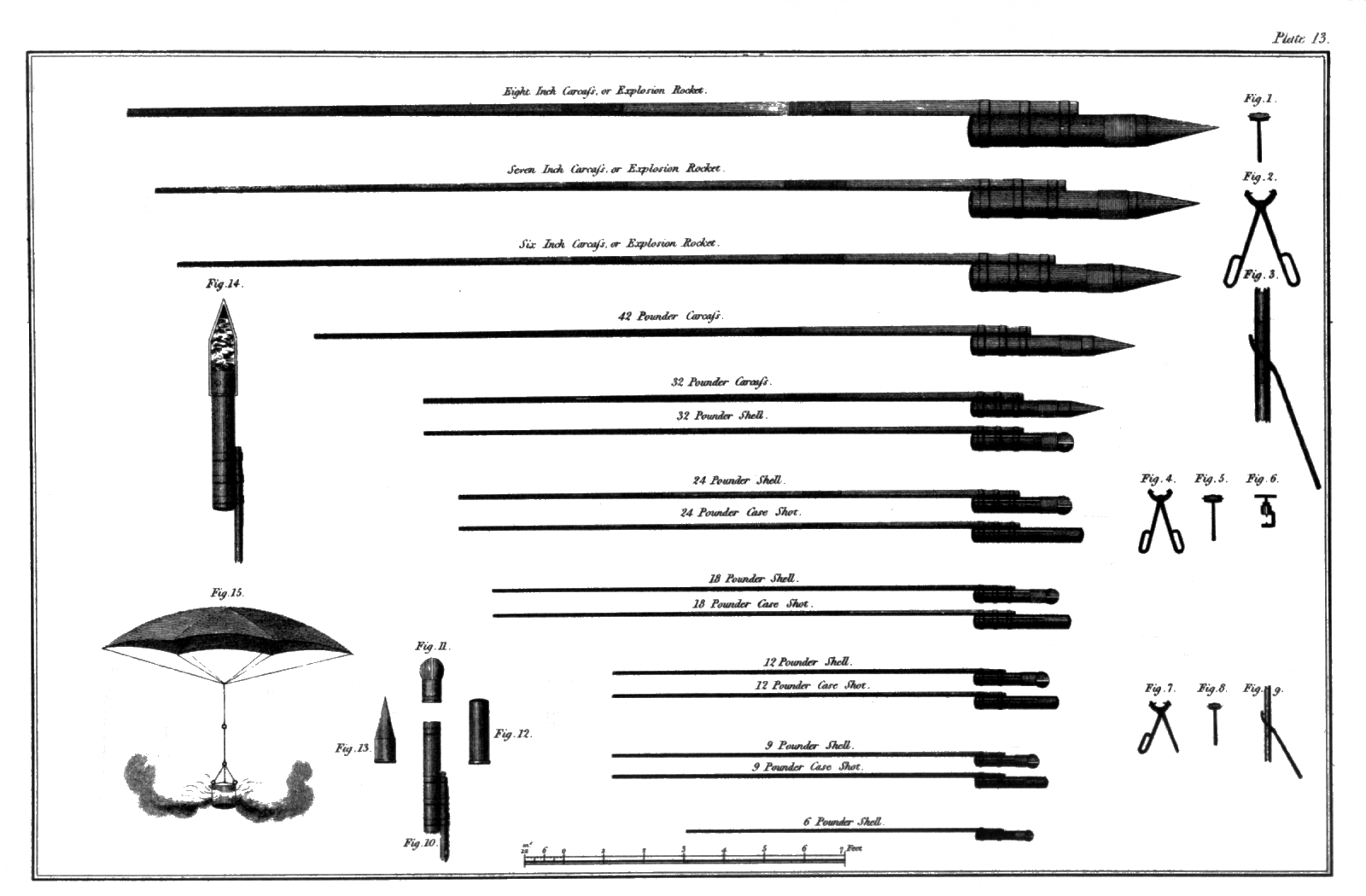
Obiecte pirotehnice

Praful de pușcă este un amestec compus din 75 % azotat de potasiu (salpetru), 15 % cărbune de lemn și 10 % sulf (fără părți acide), toate componentele trebuie să fie în stare de pulbere. Depozitarea trebuie să fie într-un loc uscat deoarece unele componente sunt higroscopice. Salpetrul are rolul de a asigura oxigenul necesar arderii, cărbunele fiind cel ce întreține arderea. Unele amestecuri sunt secretul producătorului de artificii.
Reacția chimică simplificată care are loc:
{\displaystyle \mathrm {16\,C+4\,S+10\,KNO_{3}\rightarrow 15\,CO+K_{2}CO_{3}+4\,K_{2}SO_{3}+5\,N_{2}} }
Viteza de ardere notată cu r are formula:
{\displaystyle r=ap^{n}} (1)
ceea ce în pirotehnică este numită deflagrație în loc de detonație (nitroglicerină)
În procesul de ardere a prafului pușcă rezultă o temperatură de 2000 °C cu o viteză de ardere între 300 și 600 m/s influențabilă de gradul de umiditate, cât și de mărimea granulelor (în artilerie era folosit praf de pușcă cu o granulație mai dură). Volumul gazelor rezultate prin arderea rapidă a prafului de pușcă este de cca. 337 l/kg gaze, și 0,58 l/kg săruri solide de potasiu.

## Dezavantajele prafului de pușcă
- Putere de explozie relativ redusă în raport cu explozibili descoperiți ulterior.
- Prin gazele inflamabile rezultate pot lua naștere incendii necontrolate.
- La ardere (explozie) se produce o mare cantitate de fum prin sărurile de potasiu rezultate.
- La depozitare și manipulare se produce prin frecarea reciprocă a granulelor un curent electrostatic, care dacă are condiții de temperatură și de cantitate îndestulătoare de praf de pușcă, poate conduce la explozie.
- Are o mare higroscopicitate, ceea ce poate diminua capacitatea explozivă.

Toate aceste dezavantaje au dus la utilizarea tot mai largă a dinamitei.

## Istoric

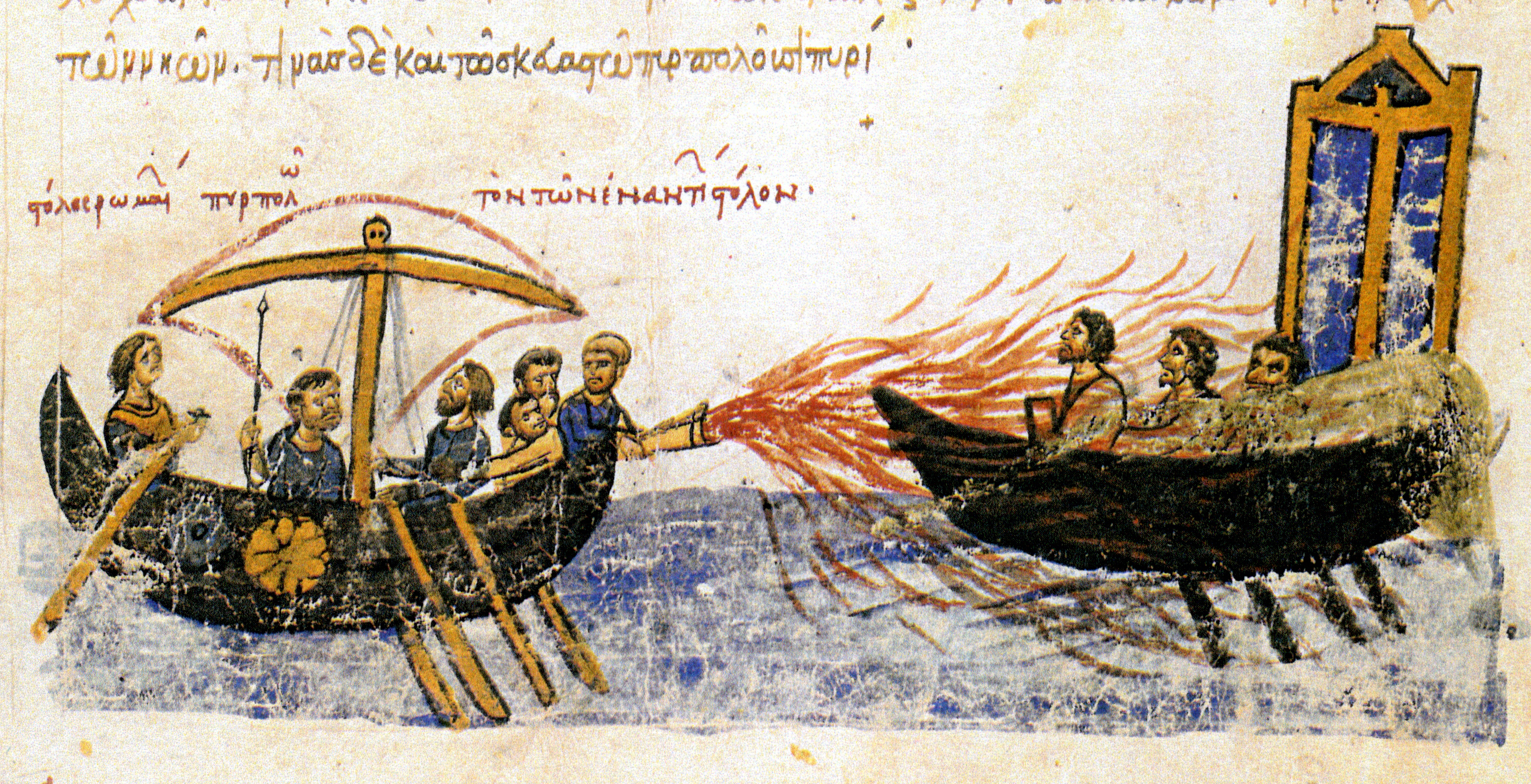
Focul grecesc (secolul XII)

Bizantinii cunoșteau deja în 671 un amestec explosiv de colofoniu (rășină de conifere din care este îndepărtată prin încălzire terpentina), sulf și salpetru (nitrați de amoniu, bariu, sodiu sau potasiu), acest amestec fiind cunoscut în istorie ca focul grecesc descoperit de Kallinikos din Heliopolis. Această substanță inflamabilă ardea și în apă, fiind o armă de temut în apărarea Constantinopolului fiind folosit mai ales în luptele navale contra musulmanilor.
În China sunt amintite în Dinastia-Song (960 - 1279) prin anul 1044 în Wu Jing Zong Yao (o culegere de tehnici militare) incendii provocate de amestecuri de salpetru. Se presupune că chinezii deja în secolul XIII foloseau bombe umplute cu praf de pușcă, această informație fiind însă în contradicție cu legea mongolilor din 1330, care interzicea chinezilor toate experimentele militare, la fel cercetările arheologice nu au găsit prin examen radiologic urme de praf de pușcă, din timpul respectiv. 
Alte urme istorice din secolul XI sunt cele din Siria unde este la fel amintit folosirea în războaie a amestecurilor explosive cu salpetru purificat. Praful de pușcă până la descoperirea explozivilor de azi este singura materie explosivă folosită în artilerie, sau alte arme de foc. In prima jumătate a secolului al XIX-lea este introdusă treptat utilizarea nitroglicerinei și dinamitei. Astăzi praful de pușcă folosit numai pentru fabricarea rachetelor destinate focurilor de artificii.
În epoca premodernă, pe teritoriul Principatului Transilvaniei producere prafului de pușcă era un drept monopol acordat orașelor regale. Producerea prafului se realiza în pulberării mici, care erau de fapt mori de apă, construire de obicei de-a lungul canalului morii. Persoana care era responsabilă de producerea prafului lua în chirie moara de la magistratul orașului și chiria se plătea tot în praf de pușcă. În cazul Clujului în arhivele orașului s-au păstrat în total 30 de socoteli ale prafului de pușcă, datânt din perioada 1592 - 1660. Din socotelile respective aflăm cantitățile exacte produse în fiecare an, totodată și metodele de depozitare ale prafului. Socotelile erau făcute în luna decembrie de două persoane de etnie diferită (de obicei de un cetățean sas și unul  maghiar) numiți perceptori în surse. În perioada respectivă producerea, dar și depozitarea prafului era destul de periculos pentru cei implicați. Din surse reiese faptul că pulberăria a explodat de cel puțin două ori în prima parte a secolului XVII, totodată și turnurile și bastioanele orașului în care depozitea praful erau devastate de incendii și de fulgere. La începutul secolului respectiv, praful a fost depozitat de obicei în clădirea magistratutului și într-un singur turn sau bastion al orașului, iar după căteva decenii perceptorii au schimbat metodele de depozitare, păstrând cantități mai mici în butoaie, în aproape fiecare turn al orașului. Din păcate nici metoda respectivă de depozitare nu a putut garanta siguranța dorită de magistrat, iar în anul 1655, când un incendiu major a devastat majoritatea Clujului, doar 6 din cele 18 turnuri și bastioane au rămas intacte. După incendiu lucrările de reabilitare au durat mai mult de 3 ani, și din surse aflăm că nici la sfârșitul anului 1658 orașul nu a avut suficiente surse financiare pentru terminarea lucrărilor pe acoperișul turnurilor afectate.